# Кармалка (Туймазинський район)
Карма́лка (рос. Кармалка, башк. Ҡарамалы) — присілок у складі Туймазинського району Башкортостану, Росія. Входить до складу Верхньотроїцької сільської ради.
Населення — 7 осіб (2010; 22 у 2002).
Національний склад:
- башкири — 73 %